# Emmie Oprecht
Emmie Oprecht (geboren als Emma Fanny Fehlmann am 13. Januar 1899 in Zürich; gestorben am 15. April 1990 ebenda) war eine Schweizer Verlegerin und Buchhändlerin.

## Leben
Emmie Oprecht wuchs in Zürich auf. Nach dem frühen Tod ihrer Mutter absolvierte sie eine kaufmännische Ausbildung und kümmerte sich um ihre zwei jüngeren Schwestern. In der Wandervogel-Bewegung lernte sie 1914 Emil Oprecht kennen; die beiden heirateten 1921. Gemeinsam bauten sie in den 1920er- und 1930er-Jahren an der Rämistrasse 5 in Zürich die Verlagshäuser Oprecht & Helbling (1925) und Europa Verlag (1933) sowie die Buchhandlung Oprecht & Helbling, später Buchhandlung Dr. Oprecht AG auf. Ungefähr ein Drittel des Verlagsprogramms bestand aus Werken von Emigranten aus Deutschland. Schriftstellerinnen und Schriftsteller wie Ernst Bloch, Willy Brandt, Hans Habe, Max Horkheimer, Arthur Koestler, Else Lasker-Schüler, Golo Mann, Heinrich Mann, Walter Mehring, Alfred Polgar und Ignazio Silone zählten zu den Autorinnen und Autoren des Verlags.
Während des Zweiten Weltkriegs stand Emmie Oprecht gemeinsam mit ihrem Ehemann mit persönlichem und finanziellem Engagement zahlreichen verfolgten Künstlern aus Deutschland und Italien zur Seite. Die herrschaftliche Wohnung von Emmie und Emil Oprecht am Hirschengraben 20 war einer der wichtigsten Treffpunkte für Menschen im Exil in Zürich; in unmittelbarer Nähe des Deutschen Generalkonsulats mit seiner stets gehissten Hakenkreuzfahne. Frontisten in der Schweiz bemühten sich darum, die Tätigkeiten der beiden zu unterbinden. Auf Betreiben Deutschlands wurden sie 1937 sogar vom Schweizer Bundesrat «wegen ausländischer Tendenz- und politischer Kampfliteratur» verwarnt. Ab 1938 fand sich Oprechts gesamtes Verlagsprogramm auf dem Index der Nationalsozialisten. Aber Emmie und Emil Oprecht gaben nicht auf; Zeit ihres Lebens setzten sie sich für die Menschenrechte und für unrechtmässig Verfolgte ein. Von ihrem selbstlosen Einsatz, unter anderem auch in der Fluchthilfe im nichtbesetzten Teil Frankreichs, zeugen Dankesbriefe des US-amerikanischen Präsidenten Roosevelt und des britischen Premier Winston Churchill.
Emmie Oprecht übernahm nach dem Tod von Emil Oprecht 1952 die Leitung der Verlage und der Buchhandlung. Die Buchhandlung musste im Januar 2003 aus wirtschaftlichen Gründen ihren Betrieb einstellen. Der Oprecht Verlag wurde aufgelöst, während der Europa Verlag 2015 vom Europa Verlag München und Berlin übernommen wurde.
Nach dem Tod des Präsidenten der Thomas Mann Gesellschaft Zürich, Robert Faesi, im Jahr 1972 besorgte sie bis zu ihrem eigenen Tod allein die Geschäftsstelle der verwaisten Gesellschaft und gab die Blätter der Thomas Mann Gesellschaft Zürich heraus.